# Chalfont St Giles
Chalfont St Giles es una aldea y parroquia civil dentro del distrito de Chiltern en el sureste del condado de Buckinghamshire, Inglaterra. Se ubica en las orillas de las colinas de Chiltern, a 40 km de distancia de Londres y cerca de Seer Green, Jordans, Chalfont St Peter, Little Chalfont y Amersham. Tiene 5925 habitantes.
Chalfont significa manantial de creta, en referencia a la capacidad que el terreno local tiene por contener agua. La aldea tiene un «estanque de patas» que se alimenta del Río Misbourne.

## Historia
La Iglesia de la parroquia de la Iglesia de Inglaterra se dedica a San Gil, es de arquitectura normanda y se construyó originalmente en el siglo XII. Tiene un buen ejemplo de un pórtico y el arzobispo Francis Hare se enterró aquí.
En el Libro Domesday de 1086 Chalfont St Giles y su vecino Chalfont St Peter se listaron como  casas señoriales con dueños distintos, igual como en los tiempos anteriores a la conquista normanda de Inglaterra.

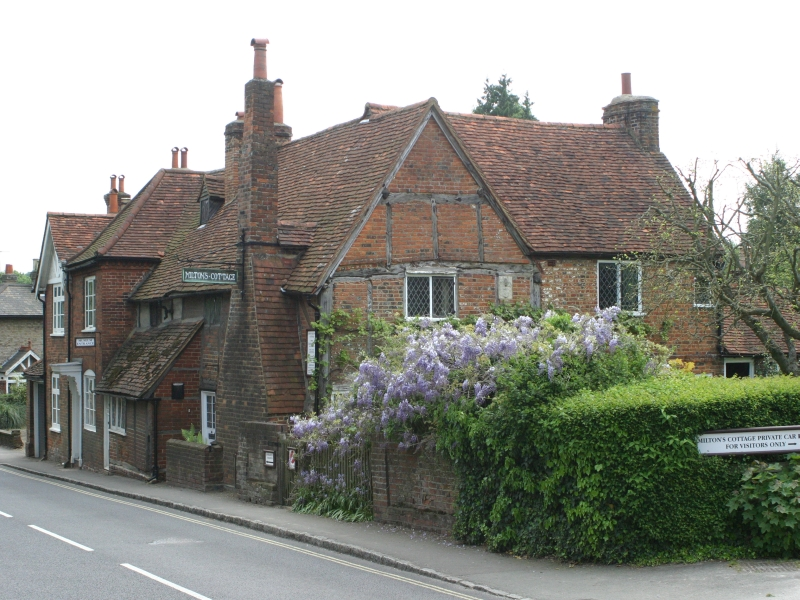
Milton's Cottage (la casita de Milton), 1 Deanway, Chalfont St Giles

Durante la gran peste de Londres de 1665, el destacado poeta y escritor John Milton se retiró a Chalfont St Giles, donde se completó su poema épico el paraíso perdido. Milton's Cottage (la casita de Milton) todavía se queda en la aldea y está abierta al público. Se dice que la inspiración para el poema llegó en la parroquia y de una conversación con un estudiante anterior de él, Thomas Ellwood.